# Mauna pictifimbria
Mauna pictifimbria är en fjärilsart som beskrevs av Louis Beethoven Prout 1938. Mauna pictifimbria ingår i släktet Mauna och familjen mätare. Inga underarter finns listade i Catalogue of Life.